# Надежда Андреева
Надежда Андреева е български филолог, литературен критик и историк, есеист и преводач. Автор е на книги с монографични литературоведски изследвания, студии, статии, очерци.

## Биография
Надежда Андреева е родена на 26 януари 1924 г. в Дупница. Завършва немска и френска филология в Софийския държавен университет през 1947 г. Работи като преводач, от 1951 г. е преподавател по история на западноевропейската литература във ВИТИЗ „Кр. Сарафов“, а по-късно и в Софийския университет „Св. Климент Охридски“. Преподавала е и в Югозападния университет в (Благоевград). Била е член на координационния съвет на Международната асоциация по сравнително литературознание.
Основните ѝ научни интереси са свързани с немско-българските културни взаимоотношения – рецепцията на немската литература в България, немски литературни и исторически съчинения за България и др. Трудовете ѝ имат значителен принос в тази област. Публикувала е ценни наблюдения върху българската литература и култура. Превежда от немски Готфрид Бен, Ханс Магнус Енценсбергер, Томас Бернхард и др., съставя антологията „Розата е без защо“.